# Bộ Tư lệnh Vùng 3 Hải quân nhân dân Việt Nam
Bộ Tư lệnh Vùng 3 Hải quân trực thuộc Quân chủng Hải quân là Bộ Tư lệnh tác chiến hải quân độc lập quản lý và bảo vệ vùng biển giữa miền Trung, từ Quảng Bình đến Bình Định gồm các tỉnh là Quảng Bình, Quảng Trị, Thừa Thiên Huế,Đà Nẵng, Quảng Nam, Quảng Ngãi, Bình Định gồm các đảo Cồn Cỏ, Lý Sơn, Quần đảo Hoàng Sa, v.v 

## Lịch sử hình thành
- Ngày 26 tháng 10 năm 1975, thành lập Vùng Duyên hải 3 thuộc Bộ Tư lệnh Hải quân.
- Năm 1978, Vùng Duyên hải 3 đổi tên thành Bộ Chỉ huy Vùng 3 Hải quân  thuộc Quân chủng Hải quân
- Ngày 14 tháng 1 năm 2011, nâng cấp Bộ Chỉ huy Vùng Hải quân 1 thành Bộ Tư lệnh Vùng 3 Hải quân.

## Lãnh đạo hiện nay
- Tư lệnh: Chuẩn đô đốc Nguyễn Thiên Quân (nguyên Phó Tư lệnh Vùng 4)
- Chính ủy: Chuẩn đô đốc Nguyễn Đăng Tiến (nguyên Chính ủy Vùng 5 Hải quân)
- Phó tư lệnh kiêm Tham mưu trưởng: Đại tá Vũ Đình Hiển (nguyên Phó tham mưu trưởng Quân chủng)
- Phó tư lệnh: Đại tá Phạm Quang Vinh (nguyên Phó tư lệnh - tham mưu trưởng Vùng 5 Hải quân)
- Phó tư lệnh: Đại tá Đoàn Bảo Anh (nguyên Lữ đoàn trưởng Lữ đoàn 161- Vùng 3 Hải quân)
- Phó Chính ủy: Đại tá Phạm Đình Thành (nguyên Chủ nhiệm Chính trị Vùng)

## Tổ chức
- Phòng Tham mưu
- Phòng Chính trị
- Phòng Hậu cần-Kỹ thuật
- Ban Tài chính
- Lữ đoàn Tàu 172
- Lữ đoàn Tên lửa bờ biển 680
- Lữ đoàn Tàu 161
- Trung đoàn Radar 351
- Trung tâm Bảo đảm kỹ thuật (354)
- Trung tâm Huấn luyện chuyên môn kỹ thuật
- Tiểu đoàn Huấn luyện 355
- Tiểu đoàn Pháo phòng không 353
- Chi đội Kiểm ngư số 3

## Tư lệnh qua các thời kỳ
- 2008 - 5.2015, Ngô Sĩ Quyết, Chuẩn Đô đốc (2012), nay là Phó Tư lệnh Quân chủng Hải quân
- 5.2015 - 4.2020, Chuẩn đô đốc Đỗ Quốc Việt.
- 4.2020 - 6.2022, Chuẩn đô đốc Phạm Văn Hùng.
- 7.2022 - nay, Đại tá Nguyễn Thiên Quân.

## Chính ủy qua các thời kỳ
- 1992-2007, Phan Văn Cúc, Đại tá
- 2009-2016, Nguyễn Tiến Dũng, Chuẩn Đô đốc (2014)
- 2016-2023, Mai Trọng Định,, Chuẩn Đô đốc (2017)
- 4/2023-nay, Nguyễn Đăng Tiến, Chuẩn Đô đốc